# بان زیارت
بان زیارت، روستایی است از توابع بخش چوار شهرستان ایلام در استان ایلام ایران.

## جمعیت
این روستا در دهستان ارکوازی قرار داشته و براساس سرشماری سال ۱۳۸۵جمعیت آن ۷۳
نفر (۱۷خانوار) بوده است.